# Lea Davison
Lea Davison (Siracusa, 19 de maig de 1983) és una esportista estatunidenca que competeix en ciclisme de muntanya en la disciplina de camp a través, guanyadora de dues medalles al Campionat Mundial de Ciclisme de Muntanya, plata el 2016 i bronze el 2014.